# گچینه بالا
گچینه بالا، روستایی در دهستان شاهمردی بخش بمانی شهرستان سیریک در استان هرمزگان ایران است.

## جمعیت
بر پایه سرشماری عمومی نفوس و مسکن در سال ۱۳۹۵، جمعیت این روستا برابر با ۱۵۴ نفر (۴۸ خانوار) بوده‌است.